# جون باتلر (موسيقي)
جون باتلر (بالإنجليزية: John Butler)‏ هو عازف بانجو وموسيقي وفنان الشارع ومغني وكاتب أغاني وعازف قيثارة أمريكي، ولد في 1 أبريل 1975 في توررانسي في الولايات المتحدة.

## وصلات خارجية
- الموقع الرسمي
- جون باتلر على موقع IMDb (الإنجليزية)
- جون باتلر على موقع ميوزك برينز (الإنجليزية)
- جون باتلر على موقع أول ميوزيك (الإنجليزية)
- جون باتلر على موقع ديسكوغز (الإنجليزية)